# استان قزوین
استان قزوین یکی از ۳۱ استان ایران است این استان با دارا بودن تنها ۱ درصد از مساحت کشور نزدیک به ۱۰ درصد در اقتصاد و تولیدات ایران نقش دارد. مساحت این استان حدود ۱۵٬۸۲۰ کیلومتر مربع است و با استان‌های مازندران، گیلان، همدان، زنجان، مرکزی و البرز همسایه است. این استان از استان‌های لرزه‌خیز ایران است.
این استان از استان‌های تاریخی ایران بوده و آثار باستانی زیادی را در خود جای داده است. به‌طوری‌که ۱۱ درصد از آثار تاریخی ملی ثبت شده کشور در استان قزوین قرار دارد و از این نظر رتبه نخست را در ایران دارد. منطقه گردشگری و تاریخی طارم سفلی در شمال غربی استان از جاذبه‌های این استان است که قلعه سمیران در رشته کوه البرز نیز به عنوان کهن‌ترین اثر تاریخی استان در این منطقه واقع است. قدیمی‌ترین سکونت گاه ایران به تازگی در قلعه کرد ۱۰ هزار سال قدمت در آوج در رشته کوه زاگرس در جنوب استان کشف شده است همچین در دشت قزوین در مرکز گورها بزرگ زرتشتی متعلق به دوران مادها ساسانیان کشف شده است. شهرستان این استان عبارتند از: قزوین‏، آبیک‏، آوج ،البرز، بوئین‌زهرا‏، تاکستان‏
همچنین منطقه تاریخی الموت که تا سال ۱۳۷۳ با عنوان رودبار الموت معروف بود، در قزوین واقع است و شامل دو بخش شرقی و غربی می‌باشد، که بخش غربی که بزرگ‌ترین بخش آن است در منطقه کوهستانی استان قرار دارد و بخش شرقی آن در قسمت‌های هموارتری در مقایسه با بخش غربی آن قرار دارد.
استان قزوین یکی از مناطق عمده تولید مرغ و تخم مرغ، فندق، گیلاس، پسته، زغال‌اخته، انگور، گلابی، کشمش و گوجه فرنگی و بادام در ایران است.

## نقشه‌ها

انتزاع شهرستان قزوین پیشین از استان تهران و شهرستان           تاکستان پیشین از استان زنجان                                                                                             و تشکیل استان جدید قزوین درپی پیوستن این دو منطقه
شهرستان‌ها و بخش‌های استان قزوین در سال ۱۴۰۲ خورشیدی

## پیشینه نام قزوین

نقشه محدوده قزوین در نقشه ایران و توران در دوره قاجاریه. در این نقشه شهر قزوین به انگلیسی: Kaswin ذکر شده است.

نوشته‌های باستانی یونان قزوین را با نام «راژیا» معرفی می‌کند و پس از آن در نوشته‌های اروپایی این شهر با نام شهر باستانی «آرساس» یا «آرساسیا» شناخته می‌شده است. اشکانیان قزوین را به نام مؤسس آن «اردپا» می‌خواندند؛ و ساسانیان نام این شهر را «کشوین» (یعنی سرزمینی که نباید از آن غافل شد) نهاده بودند. در برخی متون نام این شهر «قسوین» (یعنی شهری که مردمی پر صلابت و استوار دارد) ذکر شده است. به هر روی مورخان و باستان شناسان عصر حاضر قزوین را عربی شده «کاسپین» می‌دانند؛ و بر این باورند که قوم کاسپی‌ها که در سواحل دریای کاسپین می‌زیستند به مرور کوچ کردند و شهر قزوین را بنا نهادند. و به همین دلیل است که در متون کهن عثمانی و عربی نام دریای کاسپین «بحرالقزوین» ذکر شده است.

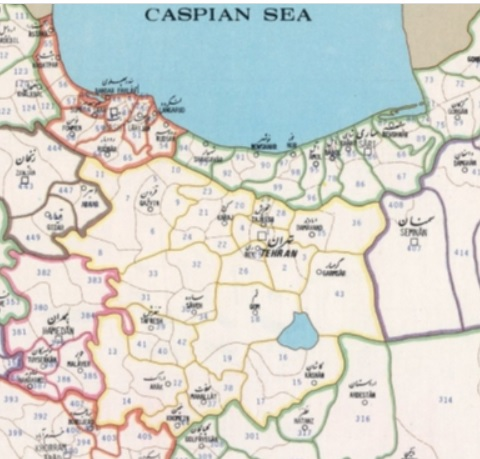
استان مرکزی سابق به مرکزیت تهران که در سال ۱۳۵۶ تجزیه شد. استان امروزی قزوین بخشی از این استان بود. (با استان مرکزی کنونی اشتباه نشود)

## پیشینه

### پیش از اسلام

#### اقوام کاسپین
کاسپی‌ها (به یونانی: Káspioi) یکی از اقوام باستانی در سواحل جنوب غربی دریای کاسپین در شمال یا جنوب رود کر واقع در قفقاز جنوبی می‌زیستند. بیشتر محققان کاسپی را با پایتاکاران که سرزمینی ما بین دو رود کُر و ارس بود یکی می‌دانند.
کاسپی‌ها با حضور ده هزار سال تاریخ و یکجانشینی یکی از قدیمی‌ترین مردمان این استان هستند. تله تپه باستانی سگزآباد پیشینه‌ای هشت هزار تا دوهزار پانصد سال تخمین زده می‌شود که متعلق به دوران مادها و هخامنشیان است. حمدالله مستوفی در نزهه القلوب خود می‌گوید: زبان قدیم مردم قزوین پهلوی یا پهلوانیک بوده که بر اساس تحقیقات این زبان به فارسی میانه یا تاتی شهرت دارد.

#### دوره ساسانی
فهرست آثار دوران ساسانی استان قزوین
- قلعهٔ سمیران
- آتشکده زیرین مسجد جامع قزوین
- بقعه پیر
- تپه وشته ۲
- تپه بهرام‌آباد ۱
- تپه خرسران کوه
- تپه صفرین ۱
- تپه عمویوردو ۴
- تپه فانفین ۱
- تپه فانفین ۲
- تپه کور کلان
- تپه کوله
- تپه کته پشته
- تپه کش رز
- تپه گل شیره
- تپه منصور باغ ۱
- قلعه دختر قزوین
- قلعه لمبسر
- قلعهٔ شیرکوه
- محوطه اربدیان
- میمون قلعه

### پس از اسلام

#### دوره اسماعیلیه

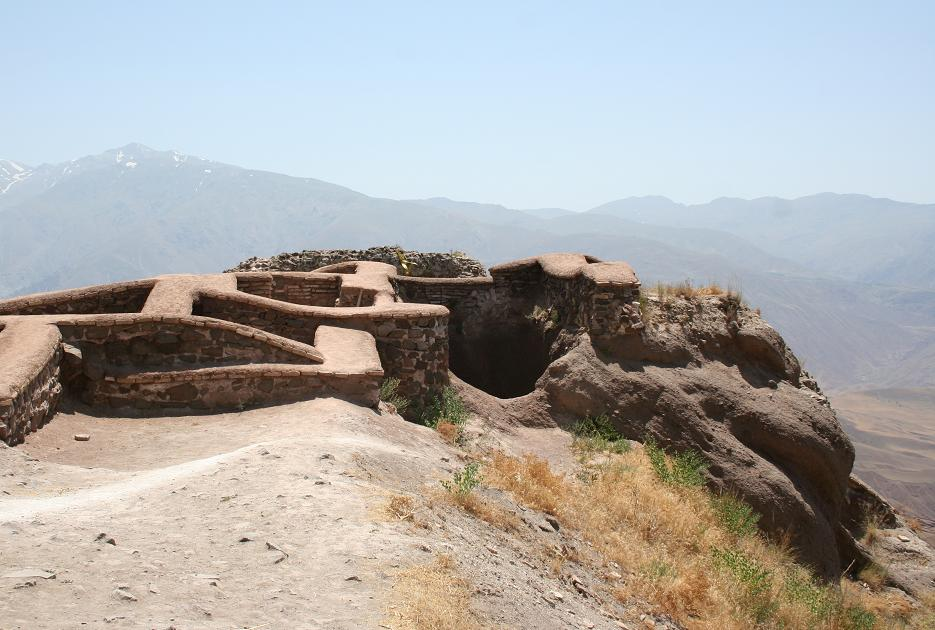
بقایای قلعه الموت

اسماعیلیان در سال ۴۸۳ (هجری قمری) با تسخیر قلعه الموت در قزوین پایه‌گذاری شد؛ و دوره فرمانروایی آن تا ۶۵۴ (هجری قمری) ادامه یافت. مرکز فرماندهی اسماعیلیان، الموت و عمده فعالیت آن‌ها مبارزه با خلفای بنی عباس و سلجوقیان بود. حسن صباح به عنوان شاخص‌ترین فرمانروای اسماعیلیان با انجام تبلیغات وسیع در بین کشاورزان و بینوایان توانست حوزه قدرت خود را تا سوریه کنونی گسترش دهد. سرانجام دولت اسماعیلیه پس از ۲۰۰ سال حکومت در الموت با حمله هلاکو خان مغول از بین رفت.

#### دوره صفوی

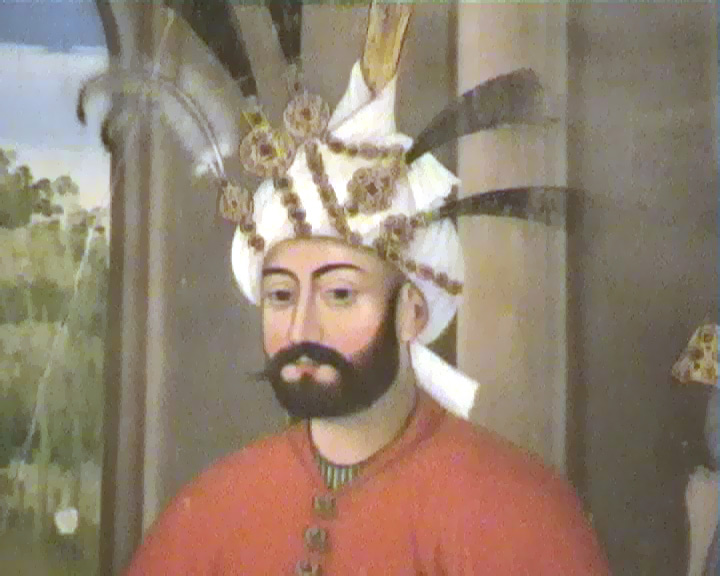
شاه تهماسب اول، قزوین را به عنوان پایتخت برگزید.

شاه تهماسب صفوی به سال ۹۵۳ ه‍.ق به علت نزدیکی تبریز به مرزهای عثمانی و آسیب‌پذیر بودن این شهر و نیز دور بودن از خراسان و هجوم مداوم ترکان عثمانی و ازبکان به این شهر پایتخت را به قزوین انتقال داد؛ که این پایتختی تا سال ۱۰۰۶ ه‍.ق (به مدت نیم سده) ادامه داشت.

#### دوره معاصر
استان قزوین در سال ۱۳۷۵ هجری شمسی و در پی جدا شدن منطقهٔ قزوین از استان تهران و منطقه تاکستان از استان زنجان و ترکیب این دو منطقه تشکیل شد.

## جغرافیای طبیعی

#### دشت قزوین
دشت قزوین از نظر پیشینه تاریخی، محصولات کشاورزی و گونه‌های جانوری، اهمیت اقتصادی و تاریخی بسیار مهمی در میان دشت‌های ایران دارد. به گونه‌ای که بسیاری از باستان شناسان ایرانی بر این باورند تمدن کشاورزی از دشت قزوین آغاز و سپس به شرق و قلب فلات ایران گسترش یافته است.
به همین علت، این منطقه اولین دشت ایران است که دارای ردیف بودجه در کشور می‌باشد.

### باغستان‌های سنتی

باغستان‌های سنتی گِل‌کِند، الموت غربی

### زبان

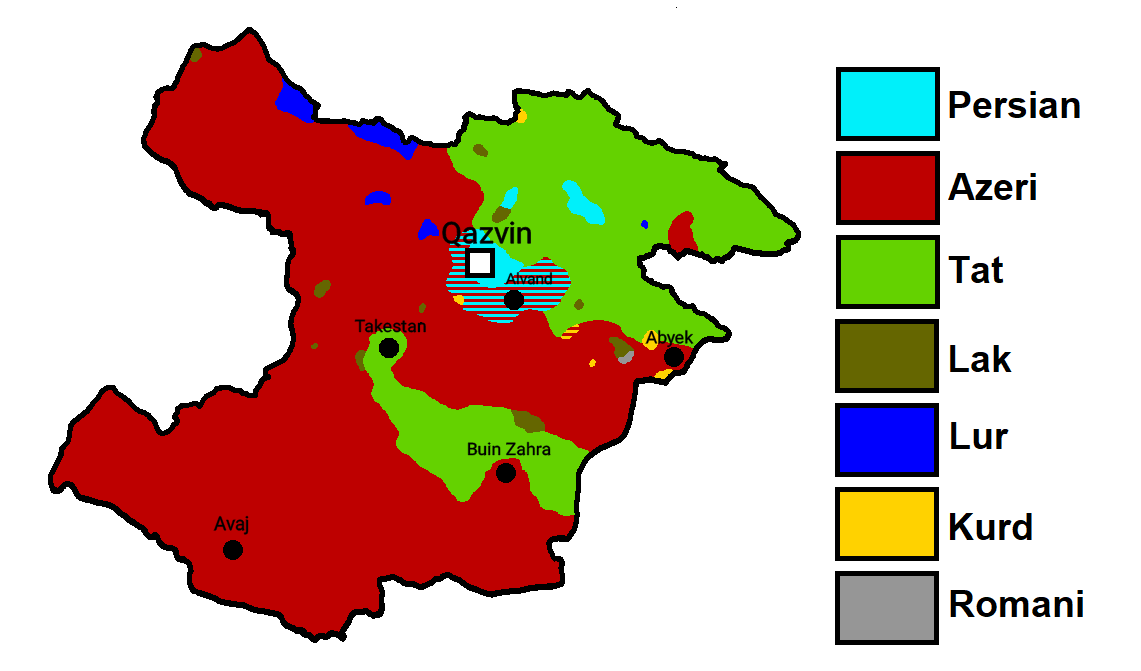
پراکنش اقوام در قزوین

#### شیرینی‌های سنتی قزوین

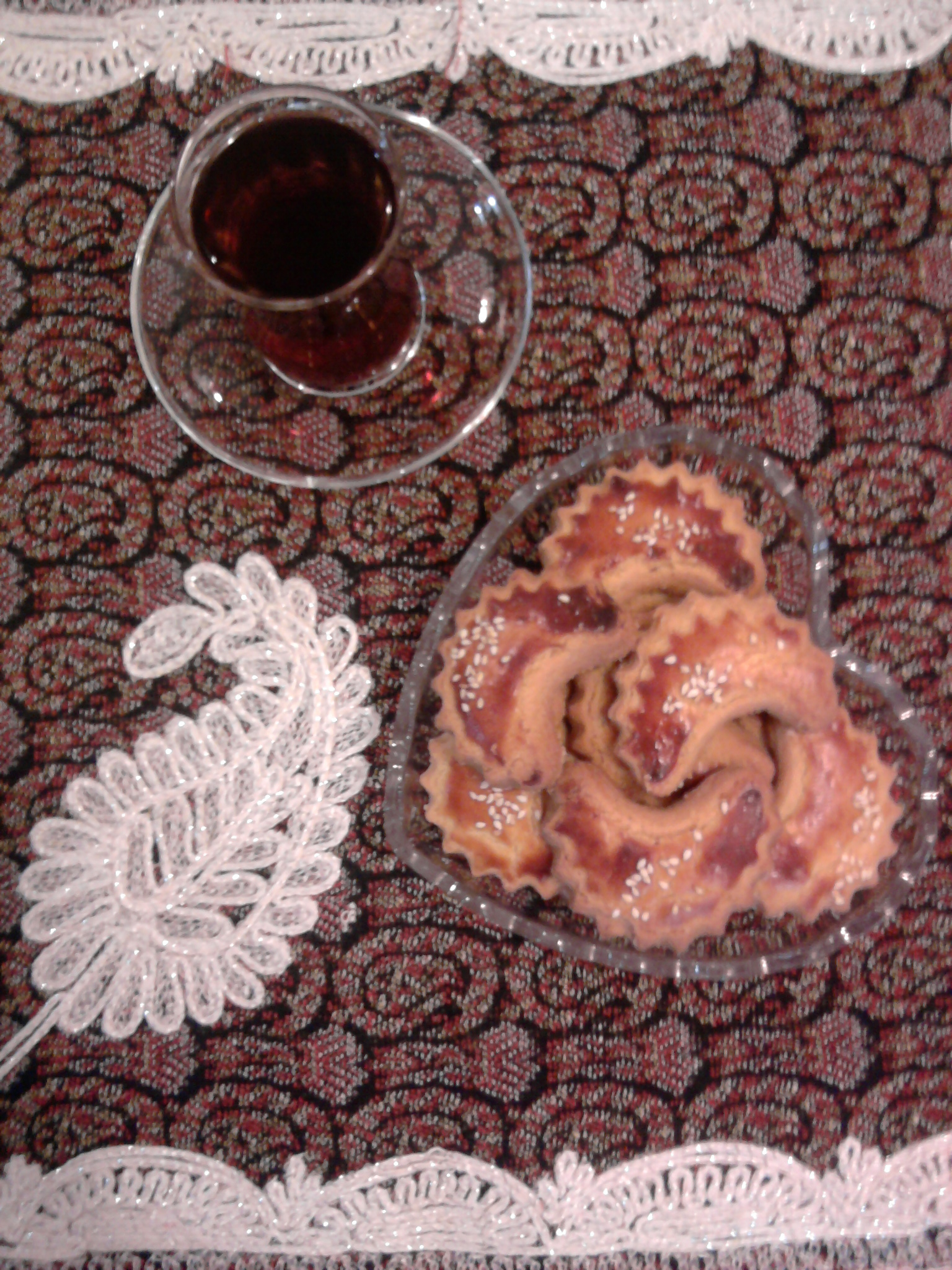
نان چایی؛ یکی از انواع شیرینی‌های سنتی قزوین

### راه‌آهن

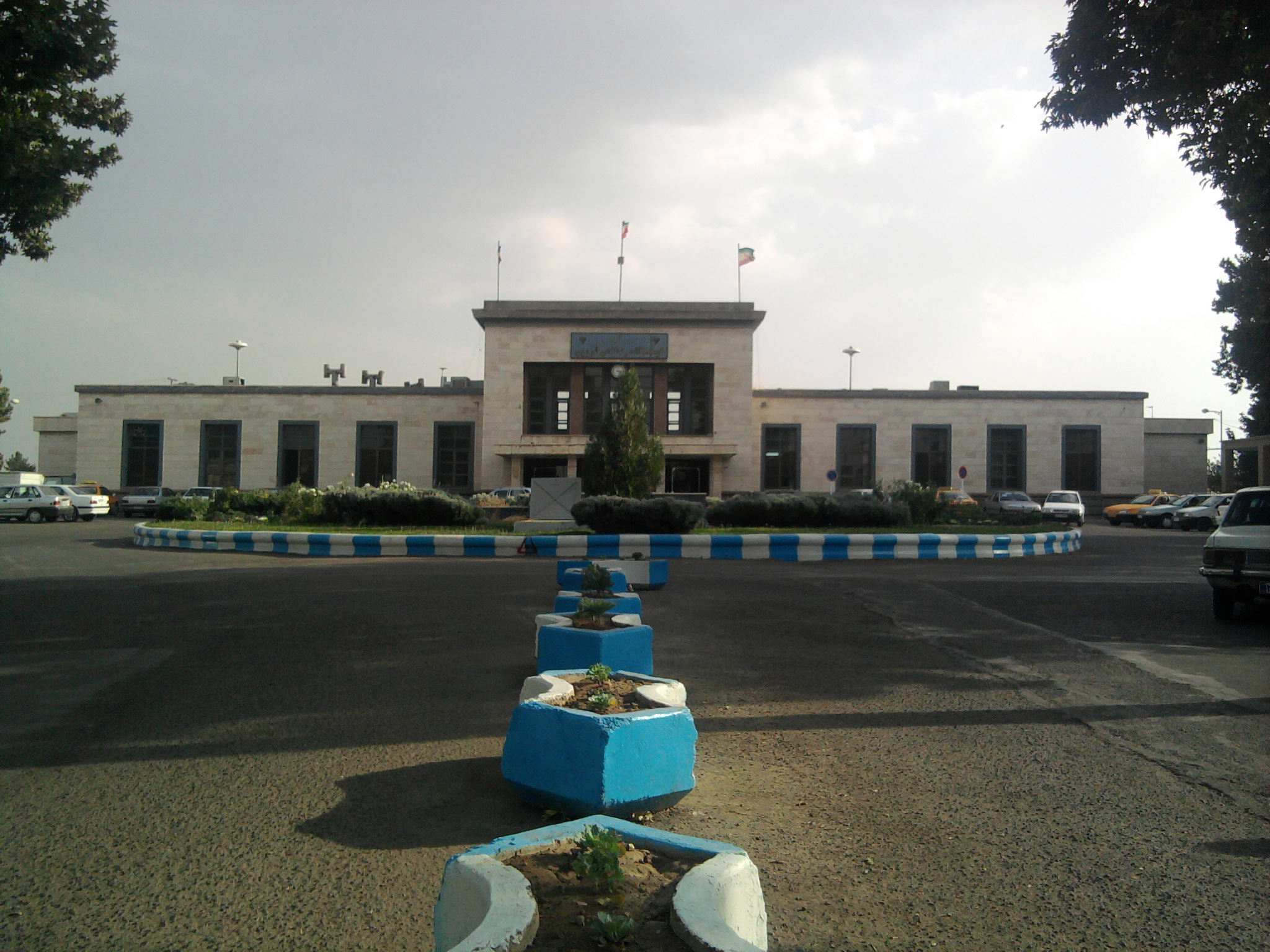
ایستگاه راه‌آهن قزوین

### قالی بافی

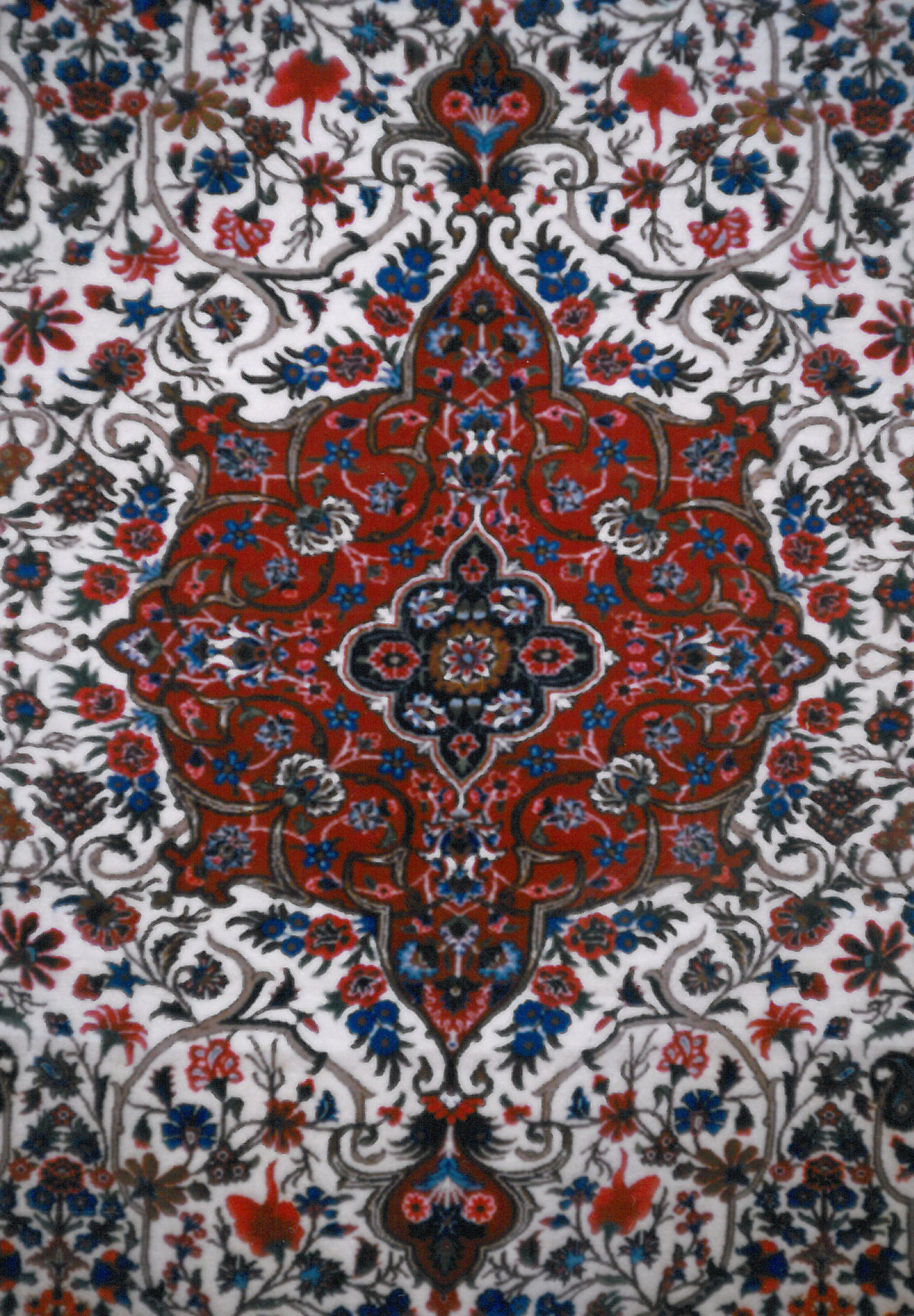
فرش اصیل قزوین - بافته شده در کارخانه اعتماد - سال بافته شدن قبل از ۱۳۰۵ هجری قمری

### نگارگری مکتب قزوین

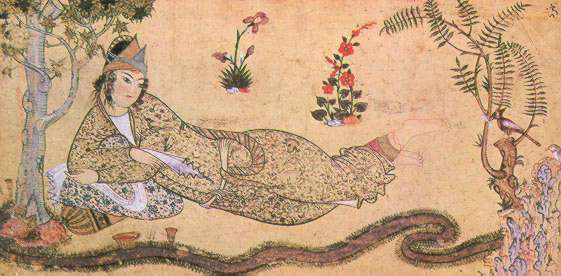
ملکه صبا، نمونه‌ای از نگارگری مکتب قزوین

### خوشنویسی

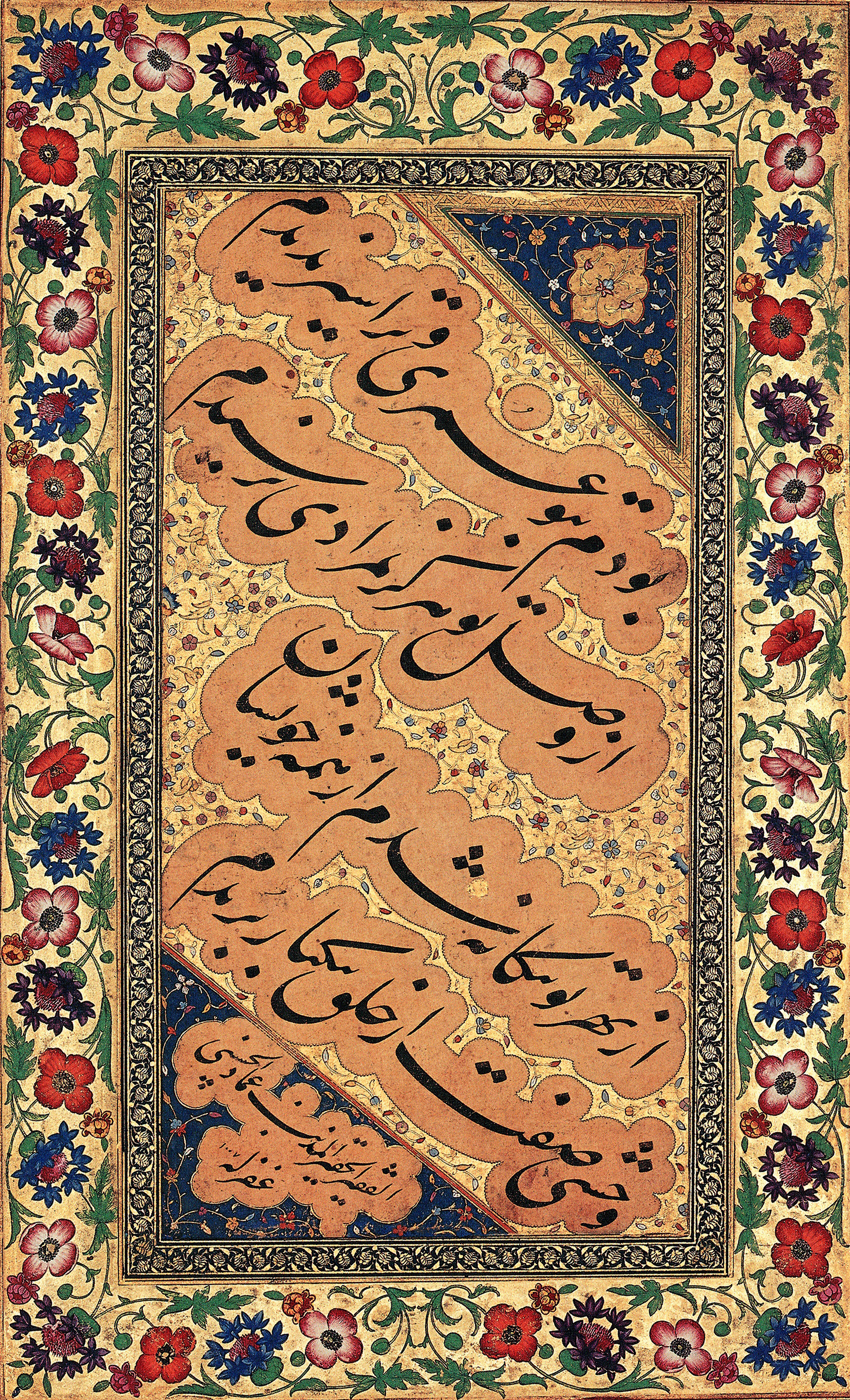
نمونه‌ای از خط میرعماد بزرگ‌ترین نستعلیق نویس همه اعصار

### ناهمواری‌ها

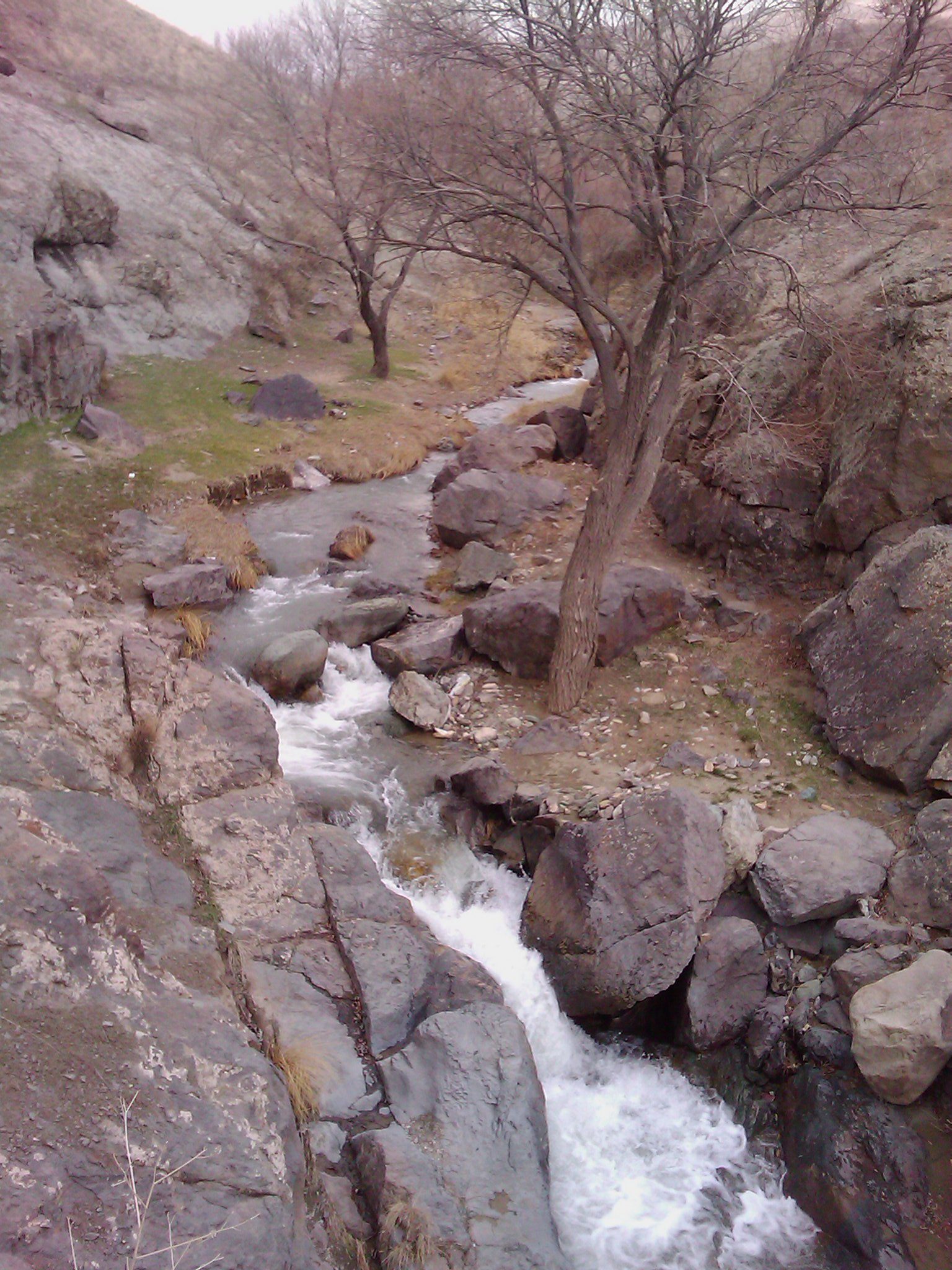
باراجین، شمال قزوین

اطلاعات و شواهد زمین‌شناسی نشان می‌دهد محدودهٔ استان قزوین در طی دوران پالئوزوئیک و مزوزوئیک دچار تغییرات فراوانی شده است، اما حرکات کوهزایی اواخر دورهٔ ترشیاری شکل کنونی ارتفاعات، چاله‌ها و دشت قزوین را تثبیت نموده است (کوهزائی آلپی)، سپس در دورهٔ کواترنر عوامل بیرونی چهرهٔ ناهمواری‌ها و چاله‌های استان را متحول کرده است.
با توجه به نقشهٔ زمین‌شناسی استان قزوین، سازند دوران سوم زمین‌شناسی (سازندکرج) بیشترین پراکندگی را دارد. این زمین‌ها به‌طور عمده از لاوا و توف‌های آتشفشانی سبز رنگ تشکیل شده است.
بعد از تشکیل اسکلت اصلی ناهمواری‌ها و چاله‌های استان، فرسایش ارتفاعات و رسوب‌گذاری در نواحی پست به تدریج سبب تحول این چاله‌ها و مناطق پست به خصوص دشت قزوین شده است.
عملکرد گسل‌های فراوان در شمال و جنوب استان سبب شد که دشت قزوین به عنوان یک چالهٔ ساختمانی نسبت به اطراف فرونشسته (گرابن) و با تغییرات آب و هوا و تبخیر آب دریاچه موجود در آن به تدریج رسوبات تبخیری در این دشت باقی بماند. (مناطق مرکزی)

#### دریاچه‌ها

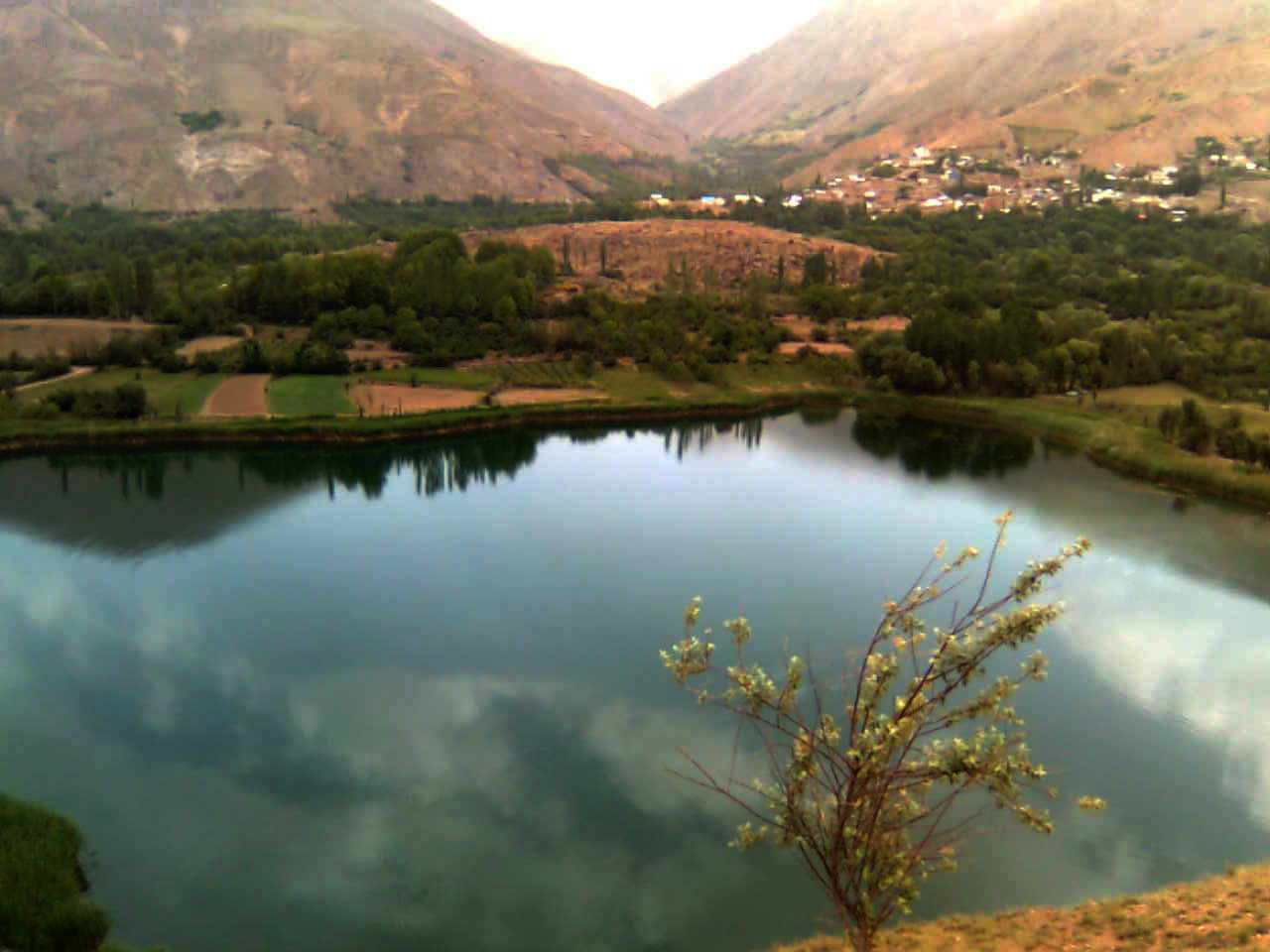
دریاچه اوان در الموت شرقی

دریاچه اوان به عنوان شاخص‌ترین و بزرگ‌ترین دریاچه در استان قزوین شناخته می‌شود. طول این دریاچه در حدود ۳۲۵ و عرض آن در حدود ۲۷۵ متر بوده و عمق آن بین ۱ الی ۵ متر در نوسان است؛ آب دریاچه را چشمه‌های موجود در کف آن و نیز بارش باران و برف تأمین می‌کند؛ در تابستان این دریاچه یکی از تفرجگاه‌های زیبای قزوین بوده و امکانات قایقرانی، و ماهیگیری در پیرامون آن فراهم می‌شود؛ ضمناً این دریاچه در فصول سرد سال محلی برای مهاجرت پرندگانی همچون قو، غاز و مرغابی محسوب می‌شود.
از دیگر دریاچه‌های استان قزوین می‌توان به دریاچه شاه سفید کوه اشاره کرد که در ارتفاعات خشچال قرار دارد.

#### کوه‌ها

کوه سرکه در هیر، الموت غربی

استان قزوین به علت قرارگیری در دامنه‌های سر سبز رشته کوه البرز دارای قلل مرتفع بسیاری است که از میان آن‌ها دو قله به نام‌های خشچال، به ارتفاع ۴۱۸۰ متر و نگین قله‌های البرز، شاه البرز به ارتفاع ۴۳۰۰ متر از معروف‌ترین، مرتفع‌ترین و پر صعودترین قلل استان قزوین می‌باشند.

#### غارها
استان قزوین دارای غارهای متعددی است که متعلق به دوره‌های مختلف زمین‌شناسی هستند؛ هریک از این غارها ویژگی‌های خاص خود را دارند که از میان آن‌ها می‌توان به غار قلعه کرد با چهل میلیون سال قدمت (متعلق به دوره سوم زمین‌شناسی) از توابع بخش آبگرم، غار ولی گشنه رود متعلق به اواخر دوره زمین‌شناسی در بخش رودبار الموت، غار سفیدآب دارای چکیده و چکنده‌هایی با قدمت ۲۵۰ تا ۲۹۰ میلیون سال (از نوع گل کلمی) در روستای سفیدآب، غار حاجت خانه آکوجان از زیارتگاه‌های مردم منطقه، غار یخی اِنگول در ۴۰ کیلومتری شمال غرب قزوین در روستای دینک و غارهای عباس‌آباد (از زیستگاه‌های انسان‌های اولیه) اشاره کرد.

#### رودخانه‌ها
به‌طور کلی رودخانه‌های موجود در استان قزوین بنا بر حوزه آبریز به دو دسته تقسیم می‌شوند. در شمال قزوین دو رودخانهٔ طالقان رود و الموت رود پس از پیوستن به هم، رودخانه شاهرود را تشکیل می‌دهند که این رودخانه ۹۹۰ کیلومتر را در قزوین پیموده و نهایتاً به رودخانه قزل اوزن ملحق می‌شود؛ و در جنوب هم سه رودخانه خررود، ابهر رود و رودخانه حاجی عرب پس از آبیاری دشت قزوین به رودخانه کردان ملحق می‌شوند. علاوه بر رودخانه‌های ذکر شده، استان قزوین دارای رودخانه‌های کوچکی هم هست که همگی در دشت قزوین امحاء شده و سرانجام به رود شور تغذیه می‌شوند.

#### چشمه‌ها
- چشمه‌های آب معدنی

چشمه وگل چشمه‌ای جوشان و قدیمی با آبی بی‌نظیر و سبک است که از کوه‌های الموت غربی سرچشمه می‌گیرد و در جوار روستای هیر قرار دارد.

چشمه آب معدنی باراجین
- چشمه‌های آب گرم

چشمه آب گرم یله گنبد در بخش کوهین و در ۱۰ کیلومتری آزاد راه قزوین-رشت قرار دارد؛ آب این چشمه از دسته بیکربناته کلسیک آهن بوده و بسیار گرم است. استحمام در آن موجب بهبود بیماری‌های عصبی، مفصلی و رماتیسم می‌شود و نوشیدن آب آن برای بیماری‌های کبدی و گوارشی مؤثر است.

چشمه آب گرم خرقان
چشمه آب گرم ارشیا

#### ایوان سنگی نیاق
در روستای نیاق از توابع شهر قزوین صخره‌ای نسبتاً مرتفع قرار دارد که در دل این صخره حفره‌های بزرگ توسط عوامل طبیعی ایجاد شده است. در داخل برخی از این حفره‌ها حوضچه‌هایی مستطیلی شکل توسط شهروندان احتمالی حفر شده است. این حوضچه‌ها به هنگام بارندگی از آب باران پر می‌شود. شهروندان محلی بر این باورند که محمد حنیفه در بالای این ایوان قصری ساخته بوده است؛ که امروزه از این قصر به جز تکه‌هایی سفالی چیزی باقی نیست.

### استانداری قزوین
استانداری استان قزوین از سه حوزه معاونت برنامه‌ریزی اداری و مالی، امور عمرانی ، امور سیاسی و امنیتی و امور اقتصادی که در جهت کنترل، نظارت، هماهنگی و رفع اختلافات ارگان‌های دولتی ایفای نقش می‌کنند، تشکیل شده است. همچنین استانداری به عنوان یک نهاد نظارتی سطح بالا وظیفه رسیدگی به شکایات و نیز پاسخگویی به مردم در زمینه تخلفات واحدهای ذی‌ربط را بر عهده دارد. این نهاد به عنوان نماینده وزارت کشور نقش بسیار مهمی در زمینه‌های فرهنگی، اجتماعی، سیاسی و امنیتی و به عنوان نماینده دولت نقش مهمی در زمینه اقتصادی و عمرانی را در استان بر عهده دارد. هم‌اکنون محمد نوذری استاندار این استان است، از استانداران موفق این استان می‌توان به سید علی نکویی زهرایی، مسعود امامی، فربیز محمدیان،احمد نصری، علی‌اکبر طاهری، احمد عجم، مرتضی روزبه، فریدون همتی،عبدالمحمد زاهدی، هدایت الله جمالی پور، محمد مهدی اعلایی و محمد نوذری اشاره کرد.

### جغرافیای سیاسی

#### تقسیمات کشوری
این استان، بر پایه واپسین تقسیمات کشوری، دارای ۶ شهرستان، ۱۹ بخش، ۲۹ شهر، ۴۶ دهستان و ۱۵۴۷ روستا است.
شهرستان‌های قزوین، تاکستان، بوئین زهرا، آبیک، شهرستان البرز و شهرستان آوج شهرستان‌های این استان هستند.
این استان سابقاً بخشی از استان زنجان بوده است.
بر اساس پیشنهاد وزارت کشور و مصوبه هیئت دولت در سال ۱۳۸۱ روستاهای کوهین از توابع شهرستان قزوین و بیدستان از توابع دهستان شریف‌آباد در بخش البرز به شهر ارتقاء یافتند. به گزارش روابط عمومی استانداری قزوین، ۱۳ روستا، مزرعه و مکان از دهستان دشتابی شرقی از بخش دشتابی بویین زهرا جدا و به دهستان زهرای بالا از توابع بخش مرکزی این شهرستان پیوست شد. همچنین روستای ولدآباد به دهستان زهرای بالا و روستای مهدی‌آباد بزرگ به دهستان اقبال غربی و روستاهای سحن آباد و محمودآباد به دهستان زین‌آباد پیوست شدند. بر پایهٔ همین گزارش روستای فروزان از دهستان زرین آباد به دهستان اک از توابع بخش اسفرورین، روستاهای سوته کش، شفیع‌آباد، کشاباد علیا و سفلی به دهستان اقبال غربی و روستای کوچار به دهستان پیر یوسفیان پیوست.

### آب و هوا
عوامل مؤثر در آب و هوای استان به دو دستهٔ محلی و بیرونی تقسیم‌بندی می‌شوند.
- عوامل محلی: این عوامل شامل عرض جغرافیایی، ارتفاع و جهت چین خوردگی‌ها و غیره است. به‌دلیل گسترش کم استان از نظر عرض جغرافیایی، زاویهٔ تابش خورشید در شمالی‌ترین و جنوبی‌ترین مناطق استان قزوین تفاوت کمی را نشان می‌دهد.

بنابراین، مناطق مختلف استان از نظر عرض جغرافیایی و اثر آن بر اقلیم تفاوت چندانی ندارند. با افزایش ارتفاع، دما کاهش می‌یابد، در نتیجه هوای روی کوه‌ها و مناطق مرتفع استان نسبت به دشت‌ها و دره‌های پست کوهستانی سردتر می‌باشد.
مهم‌ترین عوامل بیرونی که آب و هوای استان قزوین را تحت تأثیر قرار می‌دهند، توده‌های هوایی است که از مناطق مختلف و در فصول مختلف سال وارد استان شده و با توجه به ویژگی‌های خود اثرات متفاوتی را برجای می‌گذارند. عمده‌ترین این توده‌های هوا عبارت اند از:
- تودهٔ هوای مرطوب غربی
- تودهٔ هوای سرد و خشک شمالی
- تودهٔ هوای گرم و خشک جنوبی.

1. تودهٔ هوای مرطوب غربی: بیشترین بارندگی استان در شش ماههٔ سرد سال با اثرگذاری توده‌های هوای مرطوب غربی تأمین می‌شود.

این توده‌های مرطوب در قالب بادهای غربی در فصل سرد سال رطوبت دریای مدیترانه و اقیانوس اطلس را وارد استان می‌کند
و سبب بارش برف و باران می‌شود. در نتیجه عمده‌ترین منبع تأمین رطوبت و بارندگی دریای مدیترانه و اقیانوس اطلس می‌باشد.
1. تودهٔ هوای سرد و خشک: منشأَ این توده هوا نواحی سرد سیبری است و به‌دلیل سرمای زیاد رطوبت چندانی ندارد و سبب کاهش درجهٔ حرارت می‌شود.
2. تودهٔ هوای گرم وخشک جنوبی: منشأَ این تودهٔ هوا بیابان‌های مرکزی ایران و عربستان است. این تودهٔ هوا بسیار گرم و خشک بوده، بیشتر در فصول گرم سال هوای استان را تحت تأثیر قرار می‌دهد. ورود این توده هوا به‌طور معمول با وزش باد راز همراه بوده و سبب افزایش درجه حرارت و تبخیر می‌شود.[۳۸]

#### بارش
بر اساس نقشهٔ هم بارش میانگین بارش سالانهٔ استان از ۲۱۰ میلی‌متر در مناطق شرقی تا بیش از ۵۵۰ میلی‌متر در ارتفاعات شمال شرقی متغیر است.
حداکثر بارش استان در دامنه‌های شمال شرقی الموت و با بارش بیش از ۵۵۰ میلی‌متر است. همچنین ارتفاعات آوج (جنوب غرب استان) بیش از ۴۵۰ میلی‌متر بارندگی دارد.
کمینهٔ میزان بارش استان قزوین در مناطق اطراف بوئین زهرا تا بخش‌های جنوبی شهرستان تاکستان با ۲۱۰ تا ۲۳۰ میلی‌متر و نواحی اطراف سدّ منجیل در بخش طارم سفلی با ۲۱۰ میلی‌متر بارندگی می‌باشند.

#### دما
براساس نقشهٔ هم دمای سالانه، ارتفاعات شمال شرقی و شمالی استان و ارتفاعات آوج در جنوب غرب استان دارای کمینهٔ درجه حرارت و مناطق مرکزی دشت قزوین و اطراف دریاچهٔ سدّ منجیل دارای بیشینهٔ درجه حرارت است. میانگین درجهٔ حرارت سالیانه ایستگاه‌های هواشناسی از دشت به سمت کوهپایه و مناطق کوهستانی به تدریج کاهش می‌یابد (به استثنای درهٔ شاهرود که یک ۲۴ درجه در تیرماه و کمینهٔ آن / اقلیم محلی محسوب می‌شود). بیشینهٔ درجه حرارت ثبت شده در ایستگاه قزوین طی دورهٔ سی ساله ۱۹/۴ درجه در دی ماه بوده است.

#### باد
بادهای عمدهٔ استان قزوین عبارت اند از: باد مه و باد راز.
1. باد مه:

شکل‌گیری این باد، نتیجهٔ اختلاف فشار بین کوه‌های شمال غرب استان و گیلان از یک سو (پرفشار) و دشت قزوین (کم فشار) از سوی دیگر است. باد مه بیشتر در فصل بهار و تابستان وارد استان شده و سبب کاهش درجه حرارت و افزایش رطوبت هوا می‌گردد.
شکل‌گیری مه به صورت متناوب در بخش‌هایی از دره شاهرود از نظر اقلیمی با وزش این باد توجیه می‌شود.
۲ باد راز (شره):این باد از سمت جنوب و جنوب شرقی وارد استان قزوین می‌شود. با توجه به فصل و جهت وزش آن که بیشتر در بهار و تابستان صورت می‌گیرد، بسیار گرم و خشک بوده، وزش آن سبب افزایش ناگهانی درجه حرارت خواهد شد. هم‌زمان با وزش این باد معمولاً بیشینهٔ درجه حرارت در ایستگاه‌های هواشناسی (خصوصاً دشت قزوین) به ثبت می‌رسد. وزش این باد از مناطق بیابانی داخلی کشور جا به جایی ذرات گرد و غبار و افزایش آلودگی هوا را به دنبال خواهد داشت. وزش باد راز در فصل سرد سال منجر به گرمی و صعود هوا شده، شرایط را برای بارش فراهم می‌کند.